# International Helsinki Federation for Human Rights
La  International Helsinki Federation for Human Rights (IHF) , anche nota come Federazione internazionale di Helsinki per i diritti umani, è stata un'organizzazione-ombrello delle organizzazioni non governative che agiscono per proteggere i diritti umani in Europa, Nord America ed Asia centrale. Suo obiettivo specifico era quello di verificare il rispetto delle disposizioni sui diritti umani dell'Atto finale di Helsinki e dei suoi documenti di follow-up. Dopo lo scioglimento le sue attività sono portate avanti dai Comitati Helsinki per i diritti umani.

## Storia
L'IHF viene fondata nel 1982, ispirato in parte da un appello di Andrej Sacharov per la creazione di un "comitato internazionale unificata per difendere tutti i membri di Helsinki Watch Group", e coordinare il loro lavoro. L'IHF fornisce una organizzazione che i vari comitati indipendenti di Helsinki possono utilizzare per sostenersi a vicenda, oltre a fornire un organismo internazionale per rafforzare il loro lavoro.
I membri originali dell'IHF sono stati i comitati di Helsinki indipendenti di Austria, Belgio, Canada, Francia, Paesi Bassi, Norvegia, Svezia e Stati Uniti; un segretariato internazionale è stato fondato a Vienna. La segreteria ha sostenuto e coordinato i comitati di Helsinki per i diritti umani, e li ha rappresentati a livello politico internazionale. Al momento in cui l'IHF è stato dissolto, esso aveva quarantaquattro comitati membri.
L'IHF ha avuto anche collegamenti diretti con individui e gruppi di sostegno dei diritti umani nei paesi in cui non esistono comitati di Helsinki. Oltre a raccogliere e analizzare le informazioni sulle condizioni dei diritti umani nei paesi OSCE, l'IHF ha agito come una stanza di compensazione per queste informazioni, diffondendole ai governi, le organizzazioni intergovernative, la stampa e il pubblico in generale.
Karel Schwarzenberg è stato presidente della federazione dal 1984 al 1991. La Federazione internazionale di Helsinki per i diritti umani ha ricevuto il Premio Europeo per i diritti umani nel 1989, assieme a Lech Wałęsa.
Nel gennaio 2008, un giudice austriaco ha condannato l'ex direttore finanziario dell'IHF, l'austriaco Rainer Tannenberger, per l'appropriazione indebita di € 1,2 milioni. Tannenberger è stato condannato a tre anni di carcere, di cui due di pena sospesa.  La risultante insolvenza dell'IHF ha condotto l'organizzazione a presentare istanza di fallimento in Austria, il suo paese di registrazione, e ad essere sciolta il 27 novembre 2007.
Le attività della Federazione sono passate agli Helsinki Committees for Human Rights (al singolare, in italiano: Comitato Helsinki per i diritti umani).